# Bolmány
Bolmány (horvátul: Bolman, szerbül: Болман) falu Horvátországban, Eszék-Baranya megyében. Közigazgatásilag Kácsfaluhoz tartozik.

## Fekvése
Eszéktől légvonalban 21, közúton 31 km-re északnyugatra, községközpontjától légvonalban 5, közúton 7 km-re Baranyában, a Drávaszög nyugati részén fekszik. A síkság, amelyen fekszik kissé lejt északról délre a Dráva folyó felé. A települést olyan mezők veszik körül, amelyek egészen a Dráva védtöltéséig terjednek. A töltés és a Dráva között erdő található.

## Története
A régészeti leletek tanúsága szerint területe már az őskorban is lakott volt. A „Čikluk” nevű lelőhelyen a középső bronzkori mészbetétes kerámiák szekszárd-pécsi csoportjához tartozó leletek kerültek elő.
A középkori település plébániáját az 1332 és 1337 között kelt pápai tizedjegyzék említi először „Obalma” néven. 1341-ben „Obulma” alakban nemesi névben szerepel a pécsi káptalannak a király részére írt jelentésében.  1387-ben „Abulma”, 1426-ban, 1430-ban és 1471-ben „Abolma” néven szerepel a korabeli forrásokban. Köznemesi birtok volt. 
A térség 1687-ben a nagyharsányi csata után szabadult fel a török uralom alól. A betelepülő szerbek első hulláma 1690 körül érkezett ide, amikor az osztrák-török háború során a szerbek lakta területekre visszatérő törökök kegyetlen pusztítása elől a szerbek a visszavonuló szövetségesekhez csatlakozva, családostól tömegesen menekültek északnyugati irányba. Ez a folyamat a 18. század elején is folytatódott. A felszabadulás után első birtokosa a Veterani család volt, majd az Esterházy család vásárolta meg a birtokot. Az 1730-as években a szerbek mellé katolikus németeket telepítettek. 1823-ban Esterházy Nepomuk János gróf Tolna megyéből az oda betelepült hesseni és württembergi evangélikus német munkásokat kért, akiket Magyarbólyba, Kácsfaluba, Ivándárdára és Bolmányba telepített le. A német lakosság egészen 1944-ig élt a településen. 
1857-ben 1498, 1910-ben 1809 lakosa volt. A trianoni békeszerződés előtt Baranya vármegye Baranyavári járásához tartozott.
A település az első világháború után az új szerb-horvát-szlovén állam, majd később (1929-ben) Jugoszlávia része lett. 1941 és 1944 között ismét Magyarországhoz tartozott, majd a háború után ismét Jugoszlávia része lett. 1945. március 6. és 21. között súlyos csata zajlott az itt hídfőt kiépítő német E hadseregcsoport, valamint az előrenyomuló szovjet, jugoszláv partizán és bolgár csapatok között. A csatában a szovjetek oldalán a főként szlavóniai magyarokból szervezett Petőfi-brigád is részt vett, melynek mintegy 200 harcosa parancsnokukkal Kis Ferenccel együtt a bolmányi csatában esett el. A brigádot ezt követően fel is oszlatták. A csata során a falu hétszer cserélt gazdát, mire 21-én a szovjetek végleg el tudták foglalni. A második világháború végén a német lakosság nagy része elmenekült a partizánok elől. Az itt maradtakat a kommunista hatóságok kollektív háborús bűnösökké nyilvánították, minden vagyonuktól megfosztották és munkatáborba zárták. Az életben maradtakat később Németországba és Ausztriába telepítették ki. 1946-ban az ország más részeiről szállítottak ide elszegényedett szerb és horvát családokat, akik megkapták az elűzött németek házait. Az 1991-es népszámlálás adatai szerint 1951 főnyi lakosságának 79%-a szerb, 12%-a horvát, 4%-a jugoszláv, 2%-a roma nemzetiségű volt.
1991 augusztusában a jugoszláv hadsereg által támogatott szerb szabadcsapatok elűzték a falu nem szerb lakosságát, akik Eszékre, vagy Magyarország felé menekültek. A horvátok házaiba szerbek költöztek. A településnek 2011-ben 520 lakosa volt, akik többségben mezőgazdasággal foglalkoznak.

## Népessége
| Lakosság változása | Lakosság változása | Lakosság változása | Lakosság változása | Lakosság változása | Lakosság változása | Lakosság változása | Lakosság változása | Lakosság változása | Lakosság változása | Lakosság változása | Lakosság változása | Lakosság változása | Lakosság változása | Lakosság változása | Lakosság változása |
| ------------------ | ------------------ | ------------------ | ------------------ | ------------------ | ------------------ | ------------------ | ------------------ | ------------------ | ------------------ | ------------------ | ------------------ | ------------------ | ------------------ | ------------------ | ------------------ |
| 1857               | 1869               | 1880               | 1890               | 1900               | 1910               | 1921               | 1931               | 1948               | 1953               | 1961               | 1971               | 1981               | 1991               | 2001               | 2011               |
| 1.498              | 1.618              | 1.658              | 1.837              | 1.866              | 1.809              | 1.709              | 2.211              | 1.219              | 1.258              | 1.268              | 1.098              | 826                | 741                | 450                | 520                |

## Gazdaság
A településen hagyományosan a mezőgazdaság és az állattartás képezi a megélhetés alapját.

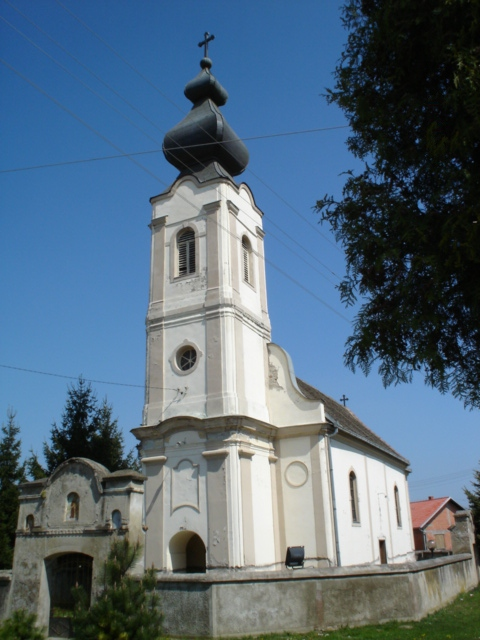
A szerb ortodox templom

## Nevezetességei
- Szent Péter és Pál apostolok tiszteletére szentelt pravoszláv temploma[9] 1775-ben épült késő barokk stílusban. Egyhajós épület sokszögű apszissal, a főhomlokzat előtti rizalitos, kiugró harangtoronnyal. A harangtorony sarkait a pilaszterek hangsúlyozzák. A harangtornyot lemezzel borított barokk toronysisak zárja. A templom belsejét dongaboltozat fedi.

- A bolmányi csata emlékműve

## Oktatás
A településen a kácsfalui általános iskola területi iskolája működik.

## Sport
Az NK Jovan Lazić Bolman labdarúgóklub a megyei 3. ligában (Baranya liga) szerepel. A klubot 1929-ben alapították.

## Egyesületek
A „Zlatna žena” nőegyesületet 2008-ban alapították a bolmányi nők kezdeményezésére. Az egyesület foglalkozásokat, különféle tanfolyamokat, szakmai előadásokat, rendezvényeket, környezeti és közösségi ház takarítást szervez. Hagyományos rendezvényük a „Kulinijada”, ahol az egyesületnek saját standja van saját készítésű süteményeivel és kézműves termékeivel, amelyeket kiállítanak és eladnak.